# Karsten Warholm
Karsten Warholm (Ulsteinvik, 28 februari 1996) is een Noors atleet, die zich heeft toegelegd op de 400 m en de 400 m horden. Op dit laatste onderdeel is hij de olympisch kampioen van 2020, behaalde hij drie opeenvolgende wereldtitels en evenzovele Europese titels. Op de 400 m veroverde hij een tweetal Europese indoortitels. Als jonge atleet werd hij al in 2013 wereldkampioen bij de jeugd op de achtkamp.
Warholm veroverde tijdens de Bislett Games van 1 juli 2021 het wereldrecord op de 400 m horden. Hij verbeterde bij die gelegenheid het uit 1992 stammende record van 46,78 s van de Amerikaan Kevin Young met 0,08 seconden. Een maand later, op de Olympische spelen van Tokio in 2021 liep hij maar liefst 0,76 seconden harder en werd hij met zijn nieuwe recordtijd van 45,94 tevens de eerste atleet die op de 400 m horden de grens van 46 seconden doorbrak. Op de 400 m zonder obstakels is hij sinds de Europese indoorkampioenschappen van 2019 met 45,05 Europees indoorrecordhouder.

## Loopbaan

### 2013
Warholm won in maart 2013 in drie dagen acht gouden medailles op de Noorse indoorkampioenschappen voor de jeugd.
In juni nam hij deel aan de 200 m van de Bislett Games, maar daar haalde hij de finale niet. Een maand later werd hij wereldkampioen bij de jeugd op de achtkamp, met een persoonlijk record van 6451 punten.

### 2014
In juni 2014 liep Warholm een Noors juniorenrecord op de 400 m, met een tijd van 46,31 s.

### 2015
In juli 2015 won Warholm zilver op zowel de 400 m als de tienkamp tijdens de Europese kampioenschappen voor junioren.

### 2016
Tijdens de Europese kampioenschappen van 2016 brak Warholm tijdens de halve finales het Noors record op de 400 m horden. In de finale werd hij zesde.
Op de Olympische Spelen in Rio de Janeiro wist Warholm door te stoten naar de halve finales van de 400 m horden, maar het lukte hem niet om de finale te halen.

### 2017
In juli 2017 werd Warholm Europees kampioen U23 op de 400 m horden, met een tijd van 49,37. Op hetzelfde kampioenschap won hij goud op de 400 m, met een tijd van 45,75.
In augustus won Warholm goud op de wereldkampioenschappen in Londen. Twee weken later verbeterde hij zijn eigen Noors record op de 400 m horden met een tijd van 48,22 tijdens de Weltklasse Zürich 2017.

### 2018
Op de Europese kampioenschappen van 2018 won Warholm goud op de 400 m horden met een tijd van 47,64. Hiermee vestigde hij een Europees record bij de U23.

### 2019
In maart 2019 won Warholm goud op de 400 m tijdens de Europese indoorkampioenschappen. Met een tijd van 45,05 vestigde hij een Europees indoorrecord.
In juni brak hij tijdens de Bislett Games in Oslo het Europees record op de 400 m horden, met een tijd van 47,33.
Tijdens de Diamond League in Londen liep hij 47,12 op de 400 m horden, waarmee hij zijn eigen Europees record verbeterde.
Tijdens de Weltklasse Zürich in augustus vestigde Warholm opnieuw een Europees record, met een tijd van 46,92. Hiermee werd hij de derde persoon ooit die deze afstand binnen de 47 seconden had gelopen en de tweede snelste persoon ooit.

### 2020
In juni 2020 liep Warholm tijdens de 'Impossible Games' in het Bislettstadion de 300 m horden in 33,78, de beste tijd ooit op dit weinig gelopen hordennummer. Indoor kwam hij op de 400 m tot een tijd van 45,97. 
Op 23 augustus realiseerde hij tijdens de Stockholm Bauhaus Athletics op de 400 m horden een tijd van 46,78, waarmee hij slechts 0,09 sec. boven het wereldrecord van Kevin Young uitkwam. Wel werd hij met deze prestatie de eerste atleet ooit die tweemaal de grens van 47 seconden doorbrak.

## Titels
- Olympisch kampioen 400 m horden - 2021
- Wereldkampioen 400 m horden - 2017, 2019, 2023
- Europees kampioen 400 m horden - 2018, 2022, 2024
- Europees indoorkampioen 400 m - 2019, 2023
- Noors kampioen 400 m - 2014, 2015, 2016, 2017, 2018, 2019
- Noors kampioen 110 m horden - 2013, 2014
- Noors kampioen 400 m horden - 2015, 2016, 2017, 2018, 2019, 2020
- Noors indoorkampioen 200 m - 2015, 2016, 2017
- Noors indoorkampioen 400 m - 2014, 2015, 2016, 2017, 2018
- Noors indoorkampioen 60 m horden - 2014, 2015
- Noors indoorkampioen verspringen - 2016
- Europees kampioen U23 400 m horden - 2017

## Persoonlijke records
Baan
| Onderdeel    | Prestatie          | Datum            | Plaats    |
| ------------ | ------------------ | ---------------- | --------- |
| 100 m        | 10,47 s            | 4 september 2024 | Zürich    |
| 200 m        | 21,09 s (+0,4 m/s) | 4 juni 2016      | Florø     |
| 400 m        | 44,87 s (NR)       | 10 juni 2017     | Florø     |
| 110 m horden | 14,30 s (+0,5 m/s) | 31 juli 2015     | Haugesund |
| 400 m horden | 45,94 s (WR)       | 3 augustus 2021  | Tokio     |
| verspringen  | 7,66 m (+0,0 m/s)  | 28 juni 2015     | Mannheim  |

Indoor
| Onderdeel   | Prestatie    | Datum           | Plaats     |
| ----------- | ------------ | --------------- | ---------- |
| 60 m        | 6,75 s       | 28 januari 2017 | Florø      |
| 100 m       | 10,49 s      | 28 januari 2017 | Florø      |
| 200 m       | 20,91 s      | 5 februari 2017 | Ulsteinvik |
| 400 m       | 45,05 s (ER) | 2 maart 2019    | Glasgow    |
| 60 m horden | 8,10 s       | 8 februari 2015 | Steinkjer  |
| verspringen | 7,49 m       | 8 maart 2015    | Ulsteinvik |

## Palmares

### 200 m
- 2015:  Noorse indoorkamp. - 21,43 s
- 2016:  Noorse indoorkamp. - 21,04 s
- 2017:  Noorse indoorkamp. - 20,91 s

### 400 m
- 2014:  Noorse indoorkamp. - 48,20 s
- 2014:  Noorse kamp. - 47,03 s
- 2015:  Noorse indoorkamp. - 47,29 s
- 2015:  Noorse kamp. - 47,39 s
- 2015:  EK U20 te Eskilstuna - 46,50 s
- 2016:  Noorse indoorkamp. - 46,31 s
- 2016:  Noorse kamp. - 45,8h s
- 2017:  Noorse indoorkamp. - 45,96 s
- 2017:  Noorse kamp. - 46,44 s
- 2017:  EK U23 te Bydgoszcz - 45,75 s
- 2018:  Noorse indoorkamp. - 45,59 s
- 2018:  Noorse kamp. - 47,32 s
- 2018: 8e EK - 46,68 s
- 2019:  EK indoor - 45,05 s (ER)
- 2019:  Noorse kamp. - 45,54 s

Diamond League-overwinningen
- 2020:  Stockholm Bauhaus Athletics – 45,05 s

### 60 m horden
- 2014:  Noorse indoorkamp. - 8,23 s
- 2015:  Noorse indoorkamp. - 8,10 s

### 110 m horden
- 2013:  Noorse kamp. - 14,70 s (+0,9 m/s)
- 2014:  Noorse kamp. - 14,48 s (+3,2 m/s)

### 400 m horden
- 2015:  Noorse kamp. - 51,09 s
- 2016:  Noorse kamp. - 50,72 s
- 2016: 6e EK - 49,82 s
- 2017:  Noorse kamp. - 48,73 s
- 2017:  EK U23 - 48,37 s
- 2017:  WK - 48,35 s
- 2018:  Noorse kamp. - 49,01 s
- 2018:  EK - 47,64 s
- 2018:  Wereldbeker atletiek te Ostrava - 48,56 s
- 2019:  Noorse kamp. - 47,43 s
- 2019:  WK - 47,42 s
- 2021:  OS 2020 - 45,94 s (WR)
- 2022: 7e WK - 48,42 s
- 2022:  EK - 47,12 s (CR)
- 2023:  WK - 46,89 s
- 2024:  EK - 46,98 s (CR)

Diamond League-overwinningen
- 2017:  Bislett Games – 48,25 s
- 2017:  Stockholm Bauhaus Athletics – 48,82 s
- 2018:  London Grand Prix – 47,65 s
- 2019:  Stockholm Bauhaus Athletics – 47,85 s
- 2019:  Bislett Games – 47,33 s
- 2019:  London Grand Prix – 47,12 s
- 2019:  Meeting de Paris – 47,26 s
- 2019:  Weltklasse Zürich - 46,92 s
- 2019:   Diamond League
- 2020:  Herculis – 47,10 s
- 2020:  Stockholm Bauhaus Athletics – 46,87 s
- 2020:  Golden Gala – 47,07 s
- 2021:  Bislett Games – 46,70 s (WR)
- 2021:  Herculis – 47,08 s
- 2021:  Weltklasse Zürich - 47,35 s
- 2021:   Diamond League
- 2023:  Bislett Games – 46,52 s
- 2023:  Stockholm Bauhaus Athletics – 47,23 s

### verspringen
- 2016:  Noorse indoorkamp. - 7,44 m

### achtkamp
- 2013:  WK U18 te Donetsk - 6451 p

### tienkamp
- 2015:  EK U20 - 7724 p

## Onderscheidingen
- Europees talent van het jaar - 2017
- Europees atleet van het jaar - 2019, 2021
- IAAF-atleet van het jaar - 2021

1900: John Tewksbury ·
1904: Harry Hillman ·
1908: Charles Bacon ·
1920: Frank Loomis ·
1924: Morgan Taylor ·
1928: David Burghley ·
1932: Bob Tisdall ·
1936: Glenn Hardin ·
1948: Roy Cochran ·
1952: Charles Moore ·
1956: Glenn Davis ·
1960: Glenn Davis ·
1964: Rex Cawley ·
1968: David Hemery ·
1972: John Akii-Bua ·
1976: Edwin Moses ·
1980: Volker Beck ·
1984: Edwin Moses ·
1988: André Phillips ·
1992: Kevin Young ·
1996: Derrick Adkins ·
2000: Angelo Taylor ·
2004: Félix Sánchez ·
2008: Angelo Taylor ·
2012: Félix Sánchez ·
2016: Kerron Clement ·
2020: Karsten Warholm ·
2024: Rai Benjamin
1983 Edwin Moses ·
1987 Edwin Moses ·
1991 Samuel Matete ·
1993 Kevin Young ·
1995 Derrick Adkins ·
1997 Stéphane Diagana ·
1999 Fabrizio Mori ·
2001 Félix Sánchez ·
2003 Félix Sánchez ·
2005 Bershawn Jackson ·
2007 Kerron Clement ·
2009 Kerron Clement ·
2011 David Greene ·
2013 Jehue Gordon ·
2015 Nicholas Bett ·
2017 Karsten Warholm ·
2019 Karsten Warholm ·
2022 Alison dos Santos ·
2023 Karsten Warholm